# Erik Truffaz

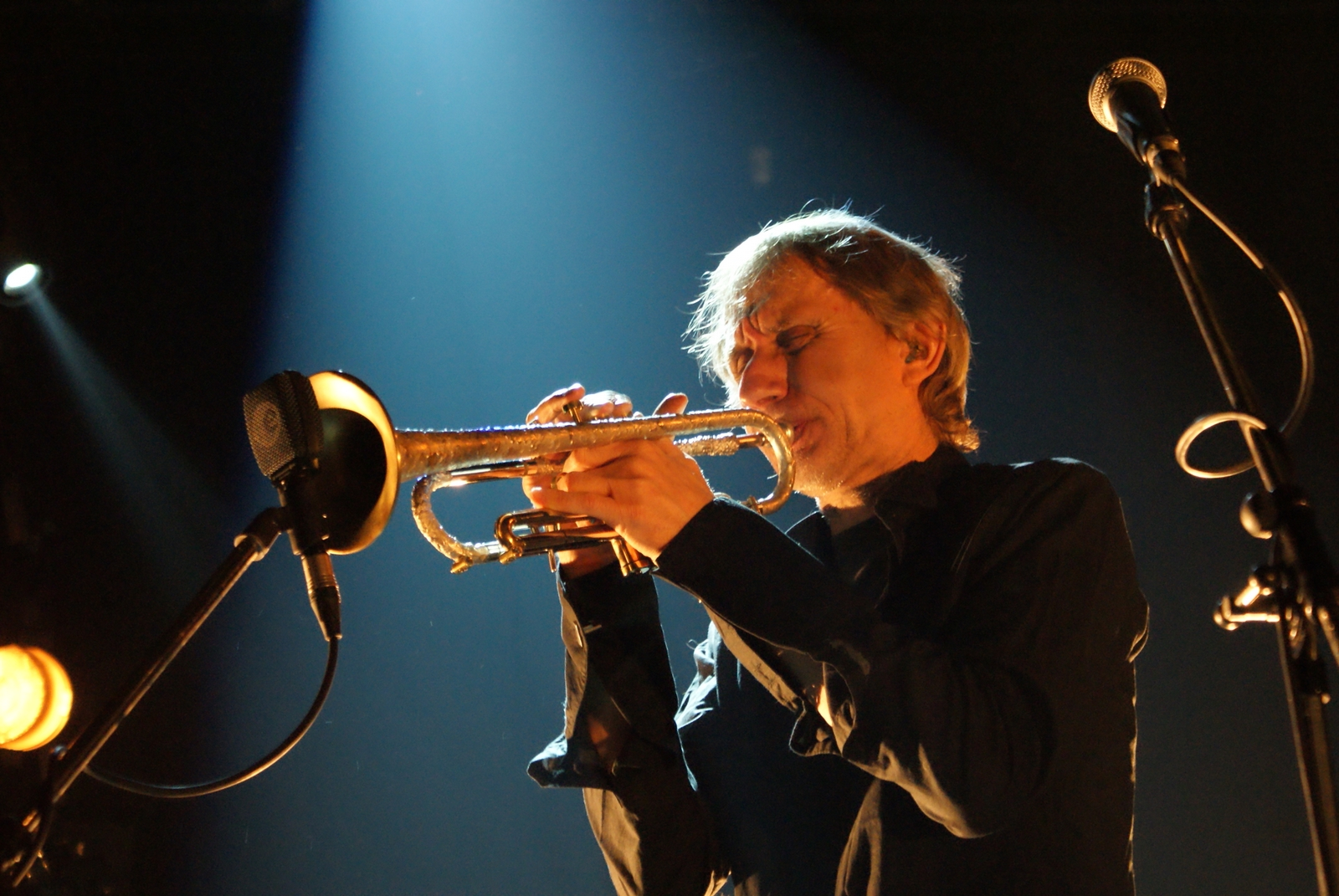
Erik Truffaz in Brno (2010)

Erik Truffaz (* 3. April 1960 in Chêne-Bougeries) ist ein französischer Jazztrompeter.

## Leben und Wirken
Truffaz trat als Sohn eines Profimusikers noch vor Ende sein erstes Lebensjahrzehnts im Tanz-Orchester seines Vaters auf. Nach Besuch der Konservatorien von Genf und von Chambéry gründete er 1991 mit Marcello Giuliani, Marc Erbetta, Pierre-Luc Vallet und Maurice Magnoni sein erstes Quintett Orange. Gemeinsam erspielten sie sich 1991 den Sonderpreis des Pariser Concours National de Jazz-Festivals, veröffentlichten ihr Debütalbum Nina Valéria und wurden auf das Jazz Festival Montreux eingeladen.
Zeitgleich begann Truffaz in der Hip-Hop-Formation Silent Majority zu spielen. Seitdem tritt er immer wieder mit DJ Goo und Rapper Nya auf. In seine Nu-Jazz-Kompositionen gehen Elemente des Hip-Hop, des Rock ’n’ Roll und weitere Tanzmusik ebenso ein wie klassische elektronische Musik.
Das Erik Truffaz Quartet besteht aus Benoît Corboz (Keyboards), Marcello Giuliani (Bass) und Tao Ehrlich (Schlagzeug). Sein zweites Quartett Ladyland besteht aus Michel Benita (Bass), Philippe Pipon Garcia (Drums) und Manu Codjia (Gitarre). Seit 2018 geht er auch im Duo mit Krzysztof Kobyliński auf Tournee.

## Diskografie (Auswahl)

### Alben
| Jahr | Titel                                                                                                 | Höchstplatzierung, Gesamtwochen, AuszeichnungChartplatzierungen (Jahr, Titel, Platzierungen, Wochen, Auszeichnungen, Anmerkungen) | Höchstplatzierung, Gesamtwochen, AuszeichnungChartplatzierungen (Jahr, Titel, Platzierungen, Wochen, Auszeichnungen, Anmerkungen) | Höchstplatzierung, Gesamtwochen, AuszeichnungChartplatzierungen (Jahr, Titel, Platzierungen, Wochen, Auszeichnungen, Anmerkungen) | Anmerkungen                                                                       |
| Jahr | Titel                                                                                                 | CH | BEW | FR | Anmerkungen                                                                       |
| ---- | --- | --- | --- | --- | --------------------------------------------------------------------------------- |
| 2001 | Bending New Corners Erik Truffaz, Patrick Muller, Marcello Giuliani und Marc Erbetta feat. Nya        | — | — | FR122 Gold · (3 Wo.)FR |                                                                                   |
| 2001 | Revisité Eric Truffaz, Marcello Giuliani, Patrick Muller und Marc Erbetta                             | — | — | FR132 (1 Wo.)FR | Remix-Album, u. a. mit Pierre Henry                                               |
| 2001 | Mantis Erik Truffaz mit Manu Codija, Michael Benita und Philippe Garcia                               | — | — | FR81 (4 Wo.)FR |                                                                                   |
| 2003 | The Walk of the Giant Turtle Erik Truffaz, Marcello Giuliani, Marc Erbetta und Patrick Muller         | — | — | FR69 (6 Wo.)FR |                                                                                   |
| 2005 | Saloua                                                                                                | — | — | FR76 (8 Wo.)FR |                                                                                   |
| 2006 | Face à face                                                                                           | — | — | FR144 (6 Wo.)FR | Doppel-CD, CD 1 mit Ladyland, CD 2 mit seinem Quartet, limitierte Auflage mit DVD |
| 2007 | Arkhangelsk Erik Truffaz, Marcello Giuliani, Marc Erbetta und Patrick Muller                          | — | — | FR136 (5 Wo.)FR |                                                                                   |
| 2008 | Rendez-vous                                                                                           | — | — | FR199 (1 Wo.)FR | 3-fach-CD, eine davon mit Murcof                                                  |
| 2010 | Istanbul Sessions Ilhan Ersahin & Erik Truffaz                                                        | — | — | FR193 (1 Wo.)FR |                                                                                   |
| 2010 | In Between                                                                                            | — | — | FR76 (17 Wo.)FR | u. a. zwei Stücke mit Sophie Hunger                                               |
| 2012 | El tiempo de la revolución Erik Truffaz Quartet mit Marcello Giuliani, Marc Erbetta und Benoît Corboz | CH71 (1 Wo.)CH | BEW145 (2 Wo.)BEW | FR56 (8 Wo.)FR | u. a. drei Songs mit Anna Aaron                                                   |
| 2016 | Doni doni Erik Truffaz Quartet mit Benoît Corboz, Marcello Giuliani und Arthur Hnatek                 | CH53 (4 Wo.)CH | BEW147 (4 Wo.)BEW | FR46 (5 Wo.)FR | enthält u. a. vier Songs mit Rokia Traoré                                         |
| 2019 | Lune rouge Erik Truffaz Quartet mit Benoît Corboz, Marcello Giuliani und Arthur Hnatek                | CH51 (1 Wo.)CH | — | FR117 (2 Wo.)FR |                                                                                   |
| 2023 | Rollin’                                                                                               | CH39 (2 Wo.)CH | — | FR165 (1 Wo.)FR | [ 3 ]                                                                             |

Weitere Alben
- Nina Valéria (1994)
- Out of a Dream (1997)
- The Dawn (1998)
- The Mask (2000)
- Magrouni (2002)
- Tales of the Lighthouse (2002)

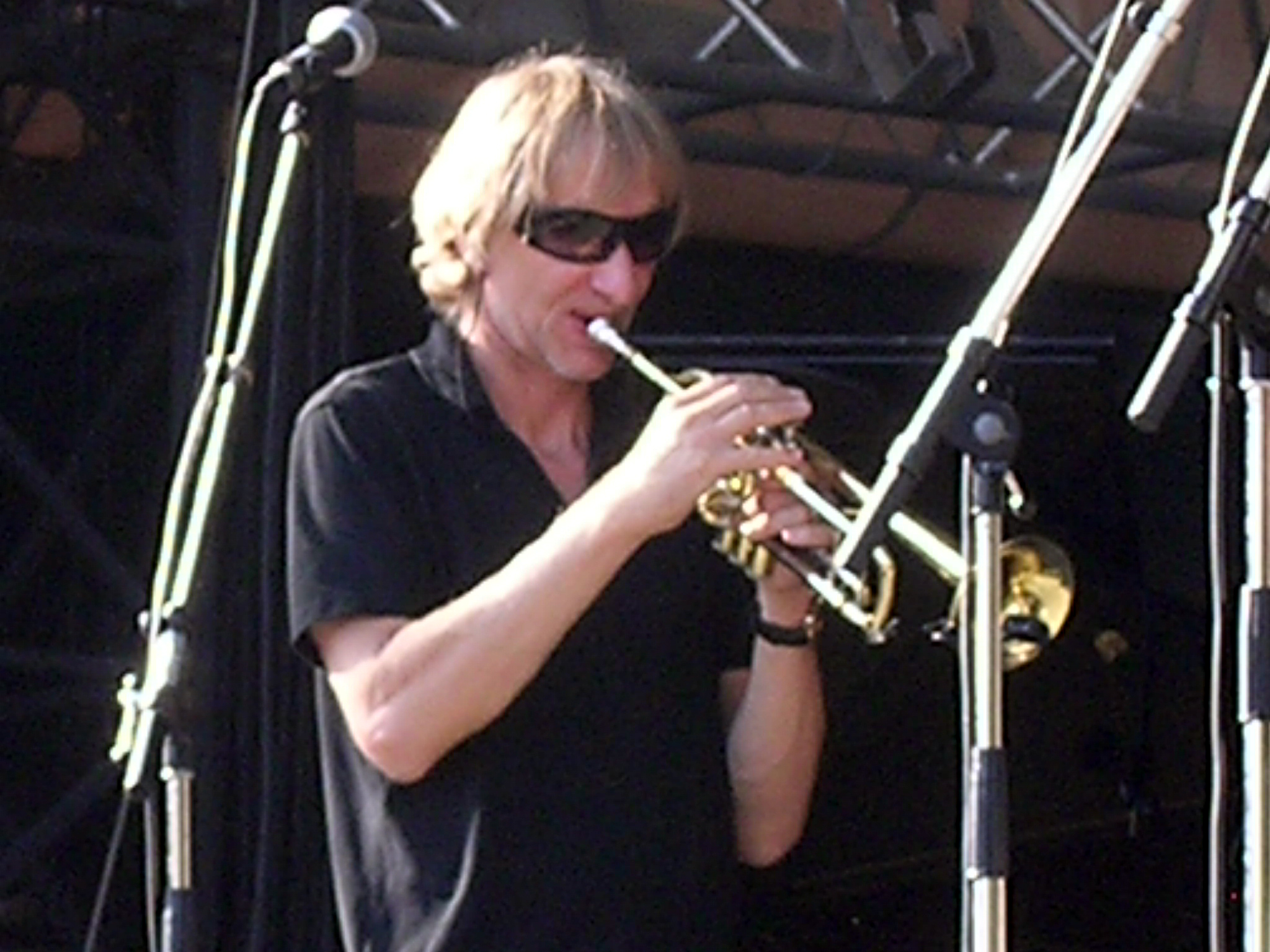
Erik Truffaz bei "Rock en Seine" in Paris (2007)

- Being Human Being (mit Murcof, 2014)

## Preise und Auszeichnungen
Voraussichtlich am 8. September 2023 wird ihm der Schweizer Grand Prix Musik 2023 verliehen.